# Fulvio Balisti
Fulvio Balisti (Ponti sul Mincio, 19 agosto 1890 – Ponti sul Mincio, 9 luglio 1959) è stato un militare e politico italiano.
Pluridecorato ufficiale del Regio Esercito durante il primo e il secondo conflitto mondiale, Legionario Fiumano, amico intimo di Gabriele D'Annunzio, che ospitò nella sua casa di Piazza Parolini 18 a Ponti sul Mincio e mutilato di guerra, dopo la firma dell'armistizio dell'8 settembre 1943 aderì alla Repubblica Sociale Italiana ricoprendo, tra gli altri incarichi, quello di Vicepresidente del Partito Fascista Repubblicano.

## Biografia
Nacque a Ponti sul Mincio (provincia di Mantova) il 19 agosto 1890 da una famiglia piccolo borghese: il padre Arturo gestiva un negozio di generi alimentari nella città natia. Cresciuto di fede repubblicana, fu un fervente interventista e si arruolò volontario nel Regio Esercito come soldato semplice all'atto della dichiarazione di guerra all'Impero austro-ungarico. Durante il conflitto divenne ufficiale di complemento. Assegnato a una compagnia mitraglieri si distinse a Vertoiba (19-24 agosto 1917), dove fu decorato con una medaglia di bronzo al valor militare.

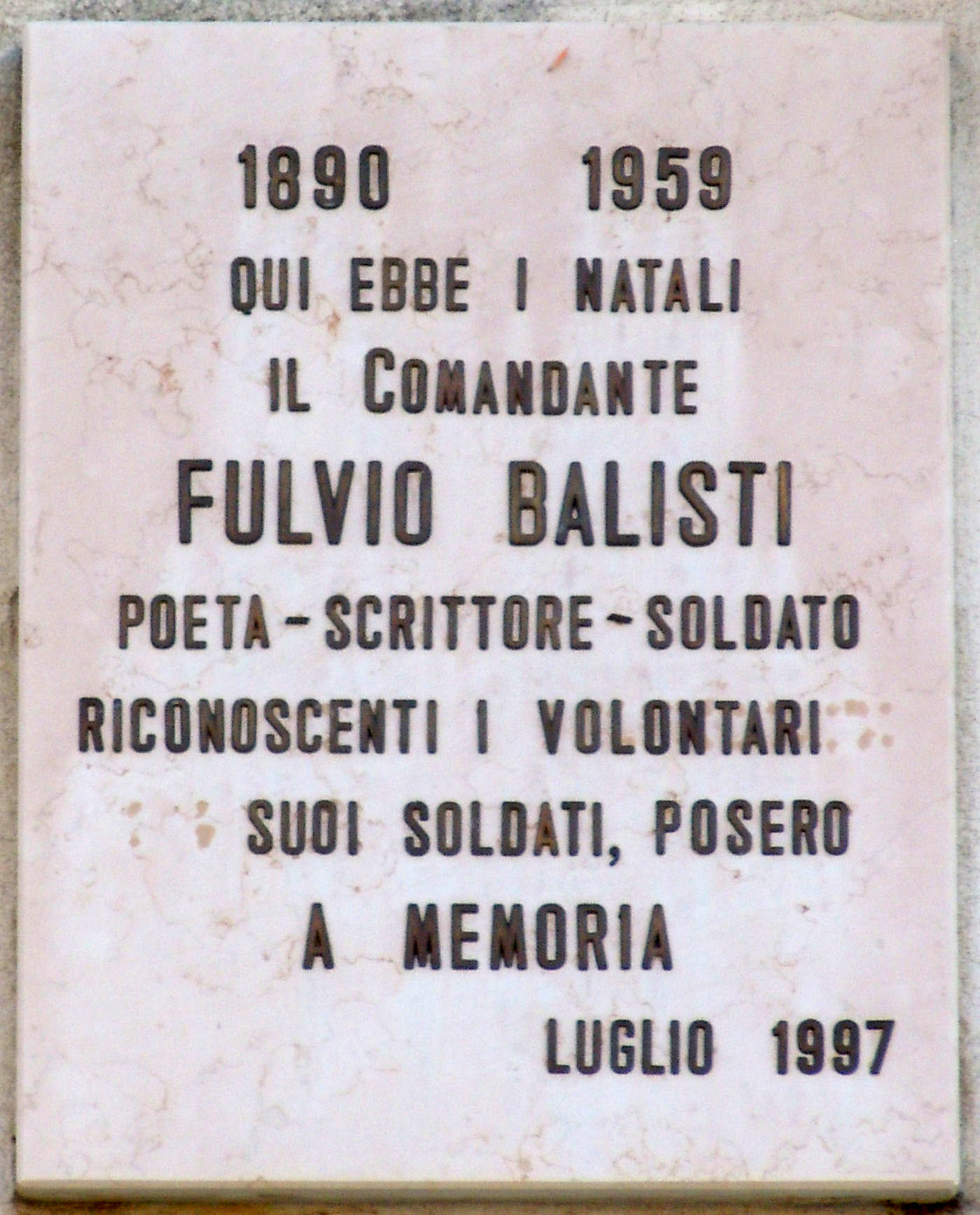
Ponti sul Mincio, lapide sulla casa natale di Balisti e del Van

Passato poi ad un battaglione della Brigata "Granatieri di Sardegna", nel 1918 combatté a Caposile e sul Piave, dove venne decorato con due Medaglie d'argento al valor militare. Al termine del conflitto risultava promosso tre volte per meriti di guerra.
Nel settembre 1919 insieme a Gabriele D'Annunzio partecipò all'impresa di Fiume, e subito dopo fu nominato Capo della Segreteria del "Vate", ma al termine dell'occupazione della città, dopo essere stato nominato Delegato della Reggenza del Carnaro per Milano e il Nord Italia, disilluso, si trasferì per un breve periodo in Svizzera, stabilendosi a Lugano, dove conobbe Amanda Lucia Fortis, che sposò nel 1924.
Rientrato in Italia andò a lavorare a Venezia, presso la Direzione Veneta della Compagnia Generali di Assicurazione.. Il 29 ottobre 1932 si iscrisse al Partito Nazionale Fascista (l'iscrizione gli fu retrodatata al 1º ottobre 1919 in quanto Legionario Fiumano, ma a quel tempo egli risultava iscritto al Partito Repubblicano Italiano), senza tuttavia mai ricoprire alcuna carica pubblica perché deluso dalla crescente burocratizzazione e statalizzazione del fascismo.
Dopo l'entrata in guerra dell'Italia, il 10 giugno 1940, fu uno dei promotori della Marcia della Giovinezza (24 giugno-18 settembre), e il 24 novembre assunse il comando, con il grado di maggiore, del Battaglione fucilieri G.I.L. "Bologna". Il reparto fu poi denominato I Battaglione "Mi scaglio a ruina" e assegnato al Gruppo Battaglioni "G.G. F.F", che il 27 luglio 1941 partì da Taranto sulla nave passeggeri Neptunia, per l'Africa settentrionale italiana.
Sbarcato a Tripoli, il reggimento fu destinato ad operare a sud di Tobruch, tra Misurata ed Homs. Ferito gravemente durante la seconda battaglia di Bir el Gobi nel dicembre del 1941, il 5 di quel mese gli viene amputata una gamba presso l'Ospedale da campo della 132ª Divisione corazzata "Ariete". In seguito alla ritirata italiana cade prigioniero degli inglesi, venendo ricoverato presso l'ospedale di Geneifa, da cui fu trasferito in Egitto il 7 gennaio 1942. Prigioniero di guerra, sarà rimpatriato grazie a uno scambio di detenuti mutilati, avvenuto a Smirne, in Turchia, nell'aprile 1943.
Rimasto fedele al fascismo anche dopo la caduta del regime, avvenuta il 25 luglio successivo (quando apprese che il Gran consiglio del fascismo aveva sfiduciato Mussolini con l'ordine del giorno presentato da Dino Grandi, Balisti esclamò: «Il Duce ha avuto non un Giuda su dodici apostoli, ma 11 Giuda e un Apostolo»), dopo l'armistizio dell'8 settembre aderisce alla Repubblica Sociale Italiana, credendo di ritrovarvi gli ideali "socialisti" del primo fascismo. Nella RSI ricoprì numerosi incarichi: fu delegato per i Fasci Repubblicani della Lombardia, collaboratore del foglio Brescia Repubblicana e vicepresidente del Partito Fascista Repubblicano. Inoltre fu sempre vicino alle posizioni autonomistiche di Junio Valerio Borghese, comandante della Xª Flottiglia MAS.
Nel gennaio del 1944 alcune agenzie pubblicarono la notizia della sua nomina a Segretario del Partito Fascista Repubblicano al posto di Alessandro Pavolini: l'avvicendamento al vertice, proposto da Francesco Maria Barracu e Carlo Borsani e apparentemente condiviso anche da Pavolini, era inizialmente appoggiato dallo stesso Benito Mussolini, con cui Balisti ebbe tra il 1943 e il 1945 ben 14 colloqui; tuttavia il "cambio della guardia" non si realizzò a causa delle vibranti proteste dei pavoliniani. Nominato Commissario prefettizio a Brescia, pochi mesi dopo verrà allontanato da ogni incarico per aver appoggiato uno sciopero degli operai di una fabbrica.
Secondo lo storico Mimmo Franzinelli, Balisti venne silurato in quanto il Ministro dell'Interno della RSI Guido Buffarini Guidi aveva allertato il Duce su un suo possibile intento golpista. Sfollato a Maclodio (provincia di Brescia), nell'aprile 1945, subito dopo la fine della guerra, fu arrestato non appena ritornato a Ponti sul Mincio e incarcerato, ma presto rimesso in libertà senza conseguenze giudiziarie (la sua personalità integerrima emerge anche dai giudizi degli storici: per Renzo De Felice è «forse la figura moralmente più limpida di tutto il gruppo dirigente repubblicano», mentre Francesco Paolo Calvaruso lo definisce «ufficiale e gentiluomo dalla stoffa d'altri tempi»).
Sottoposto a procedimento di epurazione si stabilì dapprima a Desenzano del Garda, e poi si ritirò a vita privata nella sua casa natale, significativamente ribattezzata "Piccola Caprera", che lasciò in eredità ai volontari combattenti di Bir el Gobi. Trascorse gli ultimi anni della sua vita in pressoché totale isolamento, assorto nella stesura delle sue memorie, contenute nei libri I volontari, Giovani Fascisti a Bir-el-Gobi e Pagine d'Africa. Si spense il 9 luglio 1959, per complicazioni relative ad un intervento chirurgico sul moncone della gamba amputata.

## Galleria d'immagini

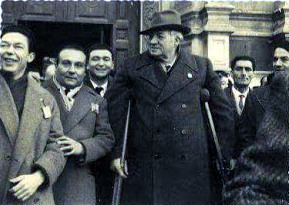
Fulvio Balisti Balisti tra i reduci di Bir-el Gobi
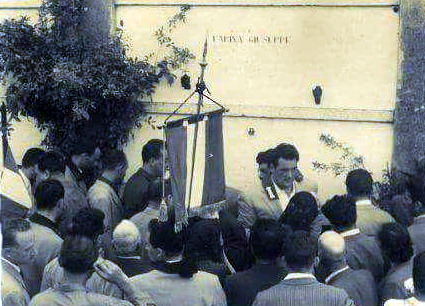
Cerimonia Funebre
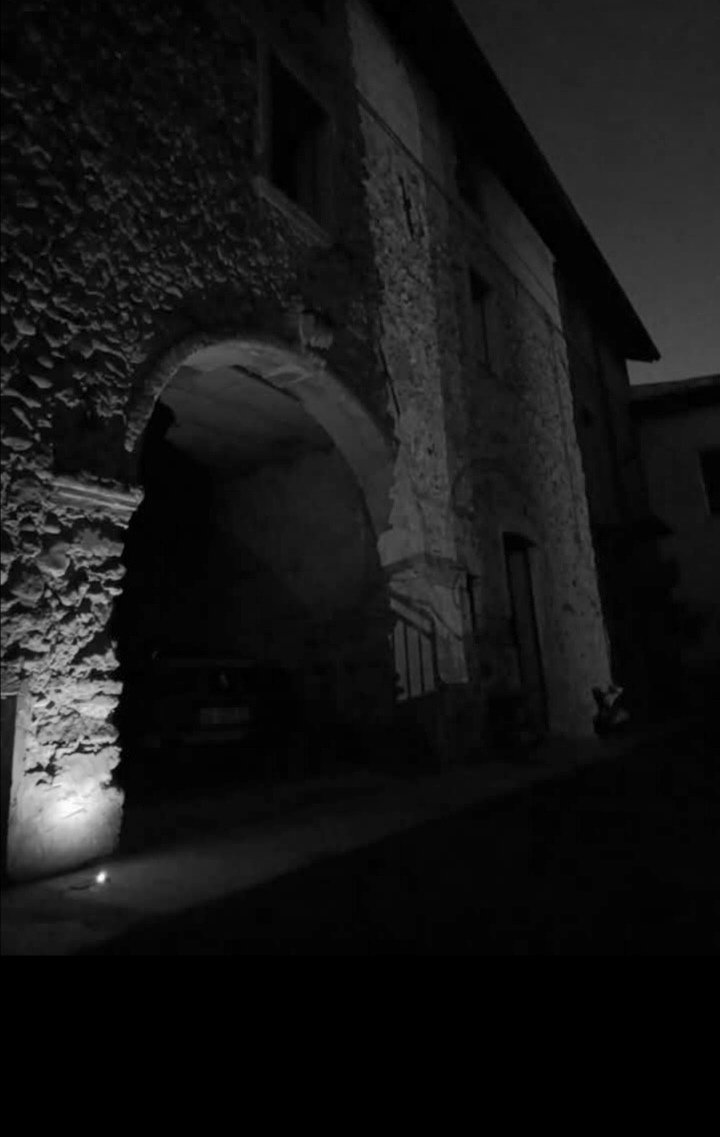
Scorcio della Casa di Piazza Parolini in Ponti sul Mincio, oggi di proprietà della famiglia Canigiani.
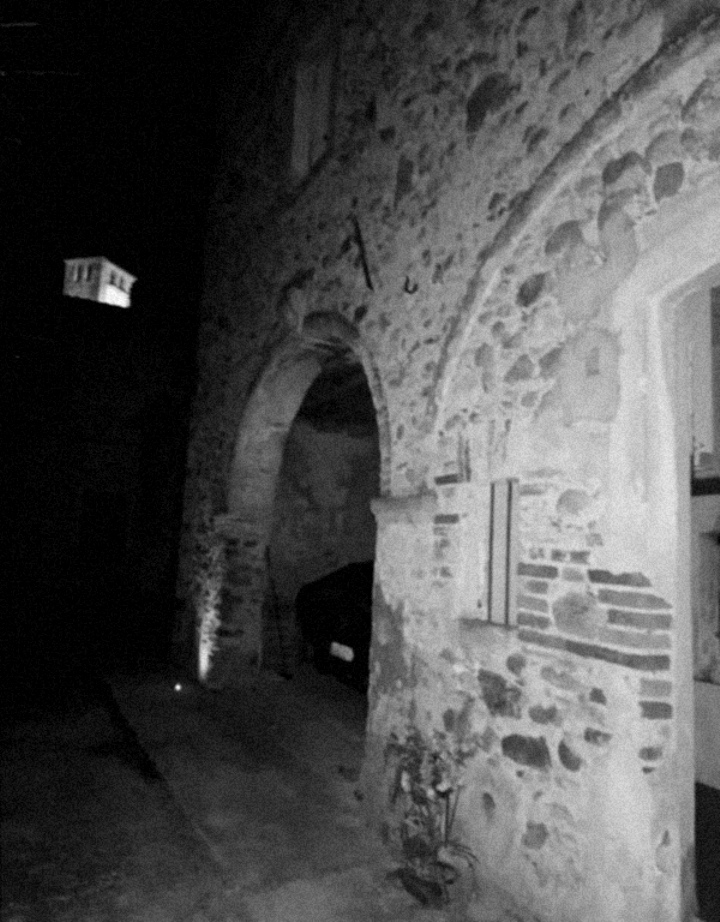
Altro scorcio della dimora, ove venne ospitato Gabriele D'Annunzio.

## Pubblicazioni
- Flauto de campagna, Vita Veronese, Verona, 1950.[9]
- Osteria dell'orologio, Volume 36 di Edizioni di "Vita veronese", Verona, 1952
- Pagine d'Africa, Associazione nazionale volontari Bir el Gobi, Gruppo Emilia-Romagna, 1967
- Da Bir el Gobi alla Repubblica Sociale Italiana, Piovan Editore, 1986.
- S. Luscia, Il capitano Fulvio Balisti, storia del capo della segreteria speciale di D'Annunzio a Fiume, Elison Publishing, 2018
- S. Luscia , Il vento del Carnaro in Galleria,  Elison Publishing 2019
- S. Luscia, Si combattè con l'acqua e il fango fino alla cintola, Elison Publishing 2021
- La parola Italia da Dante ai poeti soldato della RSI Passaggio al Bosco, 2025 ( a cura di S.Luscia)